# Elizaveta Gorst
Elizaveta Vladimirovna Gorst (in russo Елизавета Владимировна Горст?; Mosca, 19 giugno 1981) è una schermitrice russa, vincitrice di una medaglia d'oro ai campionati mondiali di scherma.

## Palmarès
In carriera ha conseguito i seguenti risultati:
- Mondiali di scherma

Nimes 2001: oro nella sciabola a squadre.
- Europei di scherma

Funchal 2000: oro nella sciabola a squadre.
Mosca 2002: oro nella sciabola a squadre.